# 三井健一
三井 健一（みつい けんいち、1974年4月26日 - ）は、滋賀県出身の騎手。宇都宮競馬場にかつて所属していたが、同競馬場の廃止にともないいったん騎手を引退。その後ホッカイドウ競馬に移籍して再度免許を取得し、高橋司厩舎に所属していた。滋賀県立大津高等学校卒業。勝負服の柄は胴青、白星散し、袖青。

## 経歴
高校在学中に日本中央競馬会 (JRA) 競馬学校騎手課程の試験を受けたが不合格。トラックの運転手を経て、乗馬経験もない状態から地方競馬の騎手に転職するという経歴を持つ。そのためデビューは24歳と遅かった。
1999年4月21日、足利競馬第1競走でデビュー、タマロックに騎乗し8着。同日の第8競走でカゼノホマレに騎乗し初勝利を挙げる。2000年9月26日、高知競馬場で行われた全日本新人王争覇戦に出場し、12番人気ながら2着となる。
2005年3月14日の開催を最後に宇都宮競馬が廃止となり、騎手免許をいったん返上したが、2005年3月20日に当時高崎競馬再興のため活動していた新高崎競馬応援団が主催する第2回開設記念模擬レース（境町トレーニングセンター）へ参加したことにより、騎手を続ける決意をする。厩務員を経て2005年9月29日付けで騎手免許を再取得。2005年10月4日、旭川競馬第8競走で再デビュー。エリザベスジョテイに騎乗し6着だった。
2006年10月18日、札幌競馬第7競走でエイコウタイムに騎乗し勝利、通算100勝を達成。2007年9月19日、旭川競馬第10競走でハングオンに騎乗し3着となるも、前検量と後検量にマイナス1.2キログラムの差があったことが判明し失格、開催10日間の騎乗停止処分を受ける。2008年5月22日、札幌競馬第11競走エトワール賞でラブストレングスに騎乗し優勝、重賞初勝利となる。
2009年12月7日、12月4日付けで引退したことが発表される。通算成績は2911戦122勝であった。

## エピソード
自称「万馬券配達人」。初勝利は最低人気の馬での勝利、初重賞勝ちとなったエトワール賞も7番人気と人気薄の馬での勝利だった。

## 重賞勝ち鞍
- ホッカイドウ競馬
  - エトワール賞：ラブストレングス